# Liste der Monuments historiques in Quiers
Die Liste der Monuments historiques in Quiers führt die Monuments historiques in der französischen Gemeinde Quiers auf.

## Liste der Objekte
| Bezeichnung                                                      | Beschreibung                              | Standort                       | Kennzeichnung | Schutzstatus | Datum | Bild |
| ---------------------------------------------------------------- | ----------------------------------------- | ------------------------------ | ------------- | ------------ | ----- | ---- |
| Skulptur Maria (?)                                               | Holz, polychrom gefasst, um 1500          | in der Kirche St-Martin (Lage) | PM77004214    | Inscrit      | 1982  |      |
| Glocke                                                           | Bronze, 1565 gegossen                     | in der Kirche St-Martin (Lage) | PM77001459    | Classé       | 1942  |      |
| Glocke                                                           | Bronze, 1770 gegossen                     | in der Kirche St-Martin (Lage) | PM77001460    | Classé       | 1942  |      |
| Skulptur des heiligen Sebastian                                  | Holz                                      | in der Kirche St-Martin (Lage) | PM77002353    | Inscrit      | 1977  |      |
| Skulptur des Evangelisten Johannes                               | Holz                                      | in der Kirche St-Martin (Lage) | PM77002352    | Inscrit      | 1977  |      |
| Skulptur Madonna mit Kind mit Traube                             | Stein, polychrom gefasst, 17. Jahrhundert | in der Kirche St-Martin (Lage) | PM77002354    | Inscrit      | 1977  |      |
| Beichtstuhl                                                      | Holz, 18. Jahrhundert                     | in der Kirche St-Martin (Lage) | PM77004125    | Inscrit      | 1982  |      |
| Skulptur Madonna mit Kind                                        | Stein, 19. Jahrhundert                    | in der Kirche St-Martin (Lage) | PM77002775    | Inscrit      | 1977  |      |
| Relief: Der heilige Martin teilt seinen Mantel mit einem Bettler | Stein, 14. Jahrhundert                    | in der Kirche St-Martin (Lage) | PM77001461    | Classé       | 1976  |      |
| Adlerlesepult                                                    | Holz, 18. Jahrhundert                     | in der Kirche St-Martin (Lage) | PM77001462    | Classé       | 1976  |      |
| Sakristeischrank (seit 2011 verschwunden)                        | Holz, 18. Jahrhundert                     | in der Kirche St-Martin (Lage) | PM77002404    | Inscrit      | 1977  |      |
| Skulptur des heiligen Leonhard                                   | Stein, 16. Jahrhundert                    | in der Kirche St-Martin (Lage) | PM77002774    | Inscrit      | 1977  |      |